# Hvammsfjörður
Hvammsfjörður – islandzki fiord, będący odgałęzieniem zatoki Breiðafjörður na zachodnim brzegu wyspy, mający 40 km długości i 9 km szerokości. Do fiordu wpływa rzeka Laxá.
Jedyną osadą przy fiordzie jest Búðardalur.